# South Alamo, Texas
South Alamo là một nơi ấn định cho điều tra dân số (CDP) thuộc quận Hidalgo, tiểu bang Texas, Hoa Kỳ. Năm 2010, dân số của nơi này là 3361 người.

## Dân số
- Dân số năm 2000: 3101 người.
- Dân số năm 2010: 3361 người.